# 宽叶谷精草
宽叶谷精草（学名：Eriocaulon robustium）为谷精草科谷精草属下的一个种。

## 扩展阅读
- 維基物種上的相關：宽叶谷精草